# Jopping
«Jopping» (combinación de jumping y popping) es el sencillo debut del supergrupo surcoreano SuperM. Fue lanzado el 4 de octubre de 2019 por SM Entertainment y Capitol Records como parte del disco SuperM.

## Composición
La canción presenta fuertes influencias de electro pop con referencias a sonidos brit pop. La canción usa un estilo cinematográfico y un ritmo maravilloso. Se puede escuchar una fusión de géneros pop rock, R&B y hip hop en los vocales y rap de cada integrante.

## Videoclip
Filmado en el desierto de los Emiratos Árabes Unidos y en Dubái, el vídeo presenta una época futurista con supercoches y motocicletas, mientras que un helicóptero vuela por el cielo de Dubái. El puente Meydan, Business Bay y el famoso horizonte de Sheikh Zayed Road también se ven en el vídeo musical.

## Actuaciones en vivo
El grupo interpretó «Jopping» por primera vez en un showcase realizado en el edificio Capitol Records en Los Ángeles el 5 de octubre de 2019. El 9 de octubre, el grupo hizo su debut en la televisión estadounidense en The Ellen DeGeneres Show interpretando la canción. El 11 de febrero de 2020, el grupo interpretó la canción en Jimmy Kimmel Live!.

## Reconocimientos
| Revista                  | Lista                                         | Posición | Ref.   |
| ------------------------ | --------------------------------------------- | -------- | ------ |
| Dazed                    | Las mejores 20 canciones de K-pop de 2019     | 15       | [ 10 ] |
| Billboard                | Las mejores 25 canciones de K-pop de 2019     | 25       | [ 11 ] |
| South China Morning Post | Las mejores 10 canciones de K-pop de 2019     | 7        | [ 12 ] |
| BuzzFeed                 | Los mejores vídeos musicales de K-pop de 2020 | 13       | [ 13 ] |

## Posicionamiento en listas
| Lista (2019)                            | Mejor posición |
| --------------------------------------- | -------------- |
| Canadá (Canadian Hot 100)               | 85             |
| Francia (SNEP)                          | 140            |
| Japón (Japan Hot 100)                   | 27             |
| Malasia (RIM)                           | 20             |
| Nueva Zelanda (RMNZ)                    | 24             |
| Singapur (RIAS)                         | 11             |
| Corea del Sur (K-pop Hot 100)           | 84             |
| Reino Unido (OCC)                       | 96             |
| Estados Unidos (Bubbling Under Hot 100) | 25             |
| Estados Unidos (World Digital Songs)    | 1              |